# Conduite générale
La conduite générale (CG) est, dans le glossaire ferroviaire, un conduit pneumatique parcourant l'ensemble d'un train dans le but d'assurer son freinage.

## Principe de fonctionnement

En bleu, parcourant le train, la conduite générale (CG). En rouge, dans la locomotive, l'unité de production et de stockage de l'air.

Un train dispose d'une unité de production d'air (située dans la locomotive lorsqu'il ne s'agit pas d'une rame automotrice), composée d'un ou plusieurs compresseurs, qui prennent de l'air à l'extérieur de la rame et le transmettent à la conduite générale (CG) — qui parcourt l'intégralité du train — par le biais d'un robinet du mécanicien, commandé par le conducteur. En temps normal, lorsque les freins sont desserrés, la CG est alimentée à une pression de 5 bars.
Cet air est indispensable au fonctionnement du frein automatique des véhicules ferroviaires : lorsqu'un freinage est commandé par le conducteur du train via le robinet du mécanicien, une dépression est créée dans la CG (la pression descend en deçà de 5 bars) et se répercute dans le ou les distributeurs situés sur chaque véhicule. Ceux-ci, lorsqu'une dépression de la CG survient, alimentent à l'inverse en air les cylindres de frein qui, mécaniquement, freinent les roues (application de sabots/semelles, de disques, etc.).
Avec le système du frein automatique, la continuité de la CG est primordiale car elle assure l'automaticité du frein. En effet, puisqu'une dépression dans la CG commande automatiquement le freinage des roues (via les distributeurs), une rupture d'attelage, c'est-à-dire un fractionnement accidentel du train (pouvant résulter d'un déraillement), a pour résultat immédiat de vidanger la CG de l'air qu'elle contient : par conséquent, les deux parties du train désormais fractionné freineront d'elles-mêmes, sans action du conducteur,,.
Lors de l'attelage manuel entre deux véhicules (wagons de fret, voitures de voyageurs, locomotive…), l'agent qui en est chargé doit, après avoir assuré la liaison mécanique, relier les accouplements CG (flexibles pneumatiques) situés aux extrémités de chacun des véhicules, puis ouvrir les robinets d'arrêt CG correspondant. Une fois un train formé, tous les robinets d'arrêts CG situés entre les véhicules sont ouverts pour permettre la circulation de l'air, tandis que les robinets d'arrêt en tête et queue de la rame sont fermés, afin d'assurer l'étanchéité de la CG. Un essai des freins permet de vérifier la continuité de la CG.